# Busstation Dokkum
Het busstation van Dokkum ligt vrijwel direct naast het centrum van Dokkum, aan de Stationsweg. Vanaf hier vertrekken alle lijnen vanuit Dokkum in diverse richtingen. Het busstation kwam ter vervanging van het nog uit de tijd van de Noord-Oost-Friesche Autobusonderneming daterende oude busstation en is in 1976 gebouwd voor de FRAM voor een bedrag van 235.000 gulden.
Het busstation bestaat uit een groot eilandperron waar rondom de bushaltes gesitueerd zijn met in het midden een gebouw met een groot dak, dat daardoor als afdak dient. In het busstation is een horecagelegenheid en personeelsverblijf. Het beschikt over een fietsenstalling en haal- en brengparkeerplaatsen. Het busstation bevindt zich op loopafstand van het centrum en een supermarkt en ligt 200 meter ten oosten van het voormalige station Dokkum-Aalsum.
Nabij het busstation bevindt zich eveneens een stalling van de bussen van Qbuzz. Dit pand is in eigendom en beheer van deze vervoerder.

## Verbindingen
Het busstation kan gezien worden als een knooppunt voor diverse verbindingen, waaronder die naar de veerdammen van de Waddeneilanden Ameland (Holwert) met lijn 56 en Schiermonnikoog (Lauwersoog) met lijn 155. Wegens de locatie van de veerdam van Holwerd is echter nog wel een overstap op een andere lijn richting de pier vereist. 
Vanaf het busstation vertrekken tevens diverse lijnen naar de treinstations van Buitenpost en Feanwâlden, welke gelegen zijn aan het traject Groningen - Leeuwarden. 
Naast het reguliere streekvervoer is het station ook het vertrekpunt van twee Qliners, respectievelijk lijn 355 naar Bolsward Busstation via Leeuwarden en lijn 356 naar Drachten Transferium Oost met een tussenstop bij het treinstation van Feanwâlden. 

## Lijnen
Streekbussen en Qliners van Qbuzz
| Lijn | Route | Type      |
| ---- | --- | --------- |
| 51   | Leeuwarden - Ryptsjerk - Gytsjerk - Oentsjerk - Aldsjerk - Rinsumageast - Damwâld - Dokkum - Mitselwier - Moarre - Eanjum - Lauwersoog | Streekbus |
| 52   | Dokkum → Wetsens → Nijewier → Easternijtsjerk → Ljussens → Peazens → Nes (NE) → Wierum → Easternijtsjerk → Nijewier → Wetsens → Dokkum | Streekbus |
| 55   | Drachten - Opeinde - Nijega - Sumar - Burgum - Quatrebras - Feanwâlden - Broeksterwâld - Damwâld - Dokkum                              | Streekbus |
| 56   | Dokkum - Foudgum - Brantgum - Waaxens - Holwert                                                                                        | Streekbus |
| 60   | Dokkum - Ternaard - Holwert - Blije - Marrum - Hallum - Stiens - Jelsum - Leeuwarden                                                   | Streekbus |
| 63   | Dokkum - Mitselwier - Jouswier - Ie - Ingwierrum - Kollum - Buitenpost                                                                 | Streekbus |
| 151  | Leeuwarden - Ryptsjerk - Gytsjerk - Oentsjerk - Aldsjerk - Rinsumageast - Damwâld - Wâlterswâld - Driezum - Dokkum                     | Streekbus |
| 355  | Bolsward - Wommels - Leeuwarden - Dokkum                                                                                               | Qliner    |
| 356  | Dokkum - Feanwâlden - Drachten | Qliner    |

Opstappers (belbus) van Kijlstra i.o.v. Qbuzz
| Lijn | Route                                             |
| ---- | ------------------------------------------------- |
| 701  | Opstapper: Aalsum - Dokkum                        |
| 702  | Opstapper: Ezumazijl - Dokkum                     |
| 703  | Opstapper: Oostrum - Dokkum                       |
| 704  | Opstapper: Hantumhuizen - Dokkum/Holwerd          |
| 705  | Opstapper:Hantumeruitburen - Dokkum/Holwerd       |
| 706  | Opstapper: Hiaure - Dokkum/Holwerd                |
| 707  | Opstapper: Holwert Veerhaven - Dokkum             |
| 708  | Opstapper: Sibrandahûs - Dokkum/Oentsjerk/Ferwert |
| 709  | Opstapper: Raard - Dokkum/Oentsjerk/Ferwert       |
| 710  | Opstapper: Lichtaard - Dokkum/Oentsjerk/Ferwert   |
| 711  | Opstapper: Reitsum - Dokkum/Oentsjerk/Ferwert     |
| 712  | Opstapper: Jannum - Dokkum/Oentsjerk/Ferwert      |
| 713  | Opstapper: Jislum - Dokkum/Oentsjerk/Ferwert      |
| 714  | Opstapper: Wânswert - Dokkum/Oentsjerk/Ferwert    |
| 715  | Opstapper: Burdaard - Dokkum/Oentsjerk/Ferwert    |
| 716  | Opstapper: Ginnum - Dokkum/Oentsjerk/Ferwert      |
| 717  | Opstapper: Hegebeintum - Dokkum/Oentsjerk/Ferwert |
| 718  | Opstapper: De Falom - Dokkum/Feanwâlden           |
| 719  | Opstapper: Bornwird - Dokkum/Holwerd              |
| 720  | Opstapper: Foudgum - Dokkum/Holwerd               |
| 721  | Opstapper: Brantgum - Dokkum/Holwerd              |
| 722  | Opstapper: Waaxens - Dokkum/Holwerd               |
| 723  | Opstapper: Niawier - Dokkum                       |
| 724  | Opstapper: Oosternijkerk - Dokkum                 |
| 725  | Opstapper: Wierum - Dokkum                        |
| 726  | Opstapper: Nes - Dokkum                           |
| 727  | Opstapper: Moddergat - Dokkum                     |
| 728  | Opstapper: Paesens - Dokkum                       |
| 729  | Opstapper: Lioessens - Dokkum                     |
| 730  | Opstapper: Morra - Dokkum                         |
| 731  | Opstapper: Oostmahorn - Dokkum                    |
| 732  | Opstapper: Driezum - Dokkum/Buitenpost            |
| 734  | Opstapper: Westergeest - Dokkum/Buitenpost        |
| 737  | Opstapper: Wetzens - Dokkum                       |
| 738  | Opstapper: Metslawier - Dokkum/Buitenpost         |
| 739  | Opstapper: Engwierum - Dokkum/Buitenpost          |
| 740  | Opstapper: Ee - Dokkum/Buitenpost                 |
| 741  | Opstapper: Jouswier - Dokkum/Buitenpost           |
| 742  | Opstapper: Broeksterwâld - Dokkum/Feanwâlden      |
| 743  | Opstapper: Anjum - Dokkum                         |

## Galerij

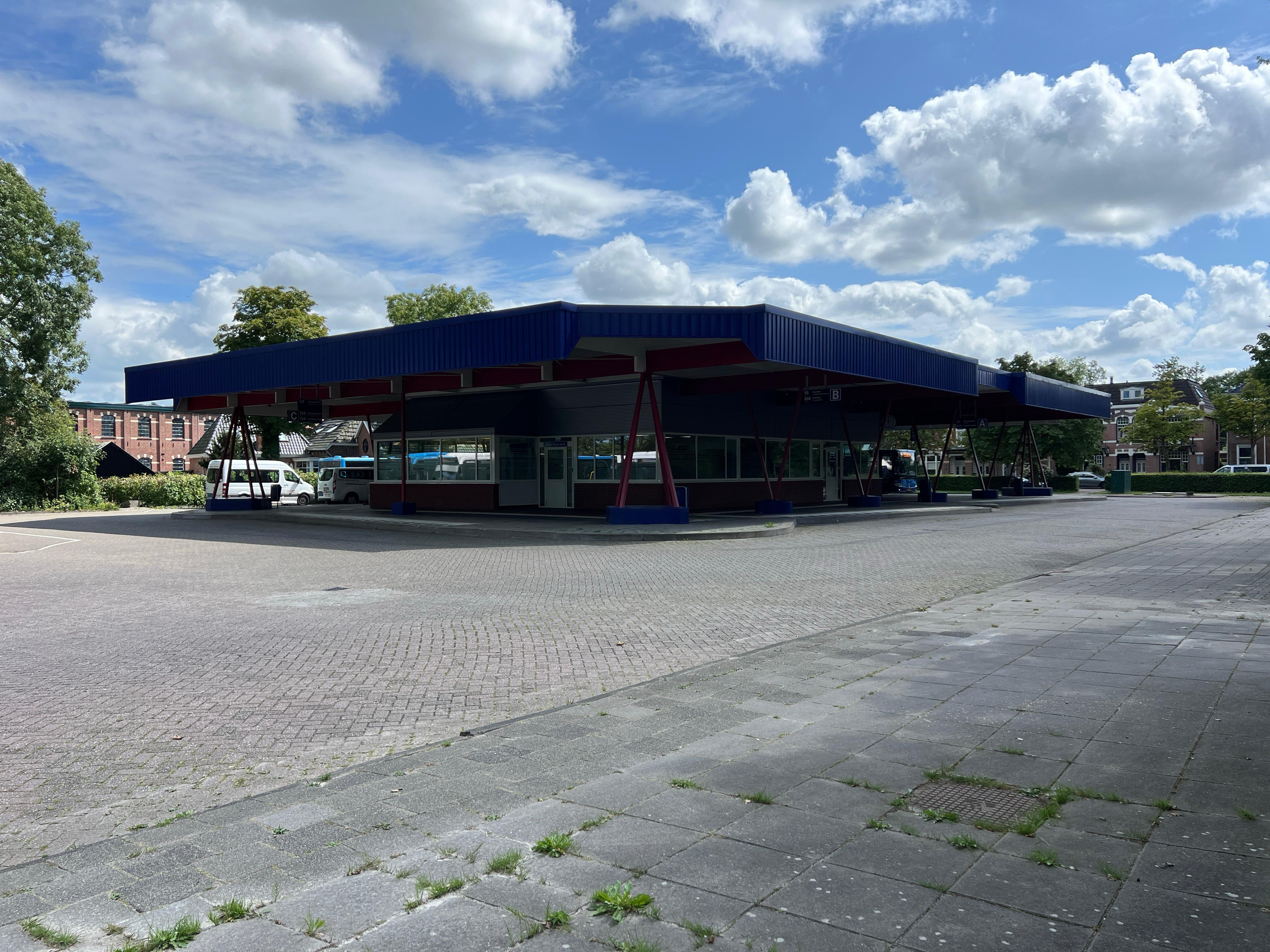
Busstation Dokkum vanaf de Rondweg
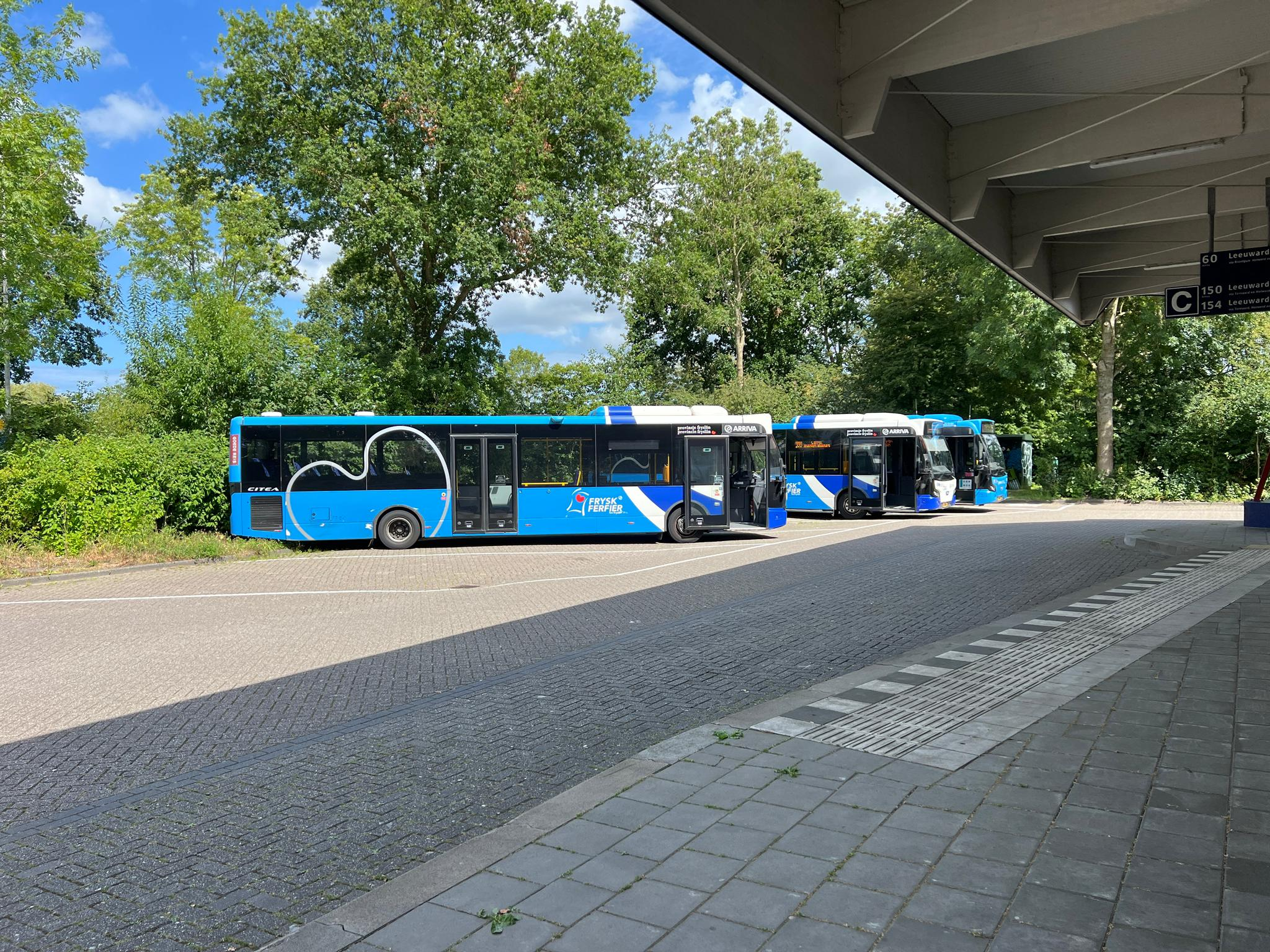
Streekbussen op de buffer, Dokkum
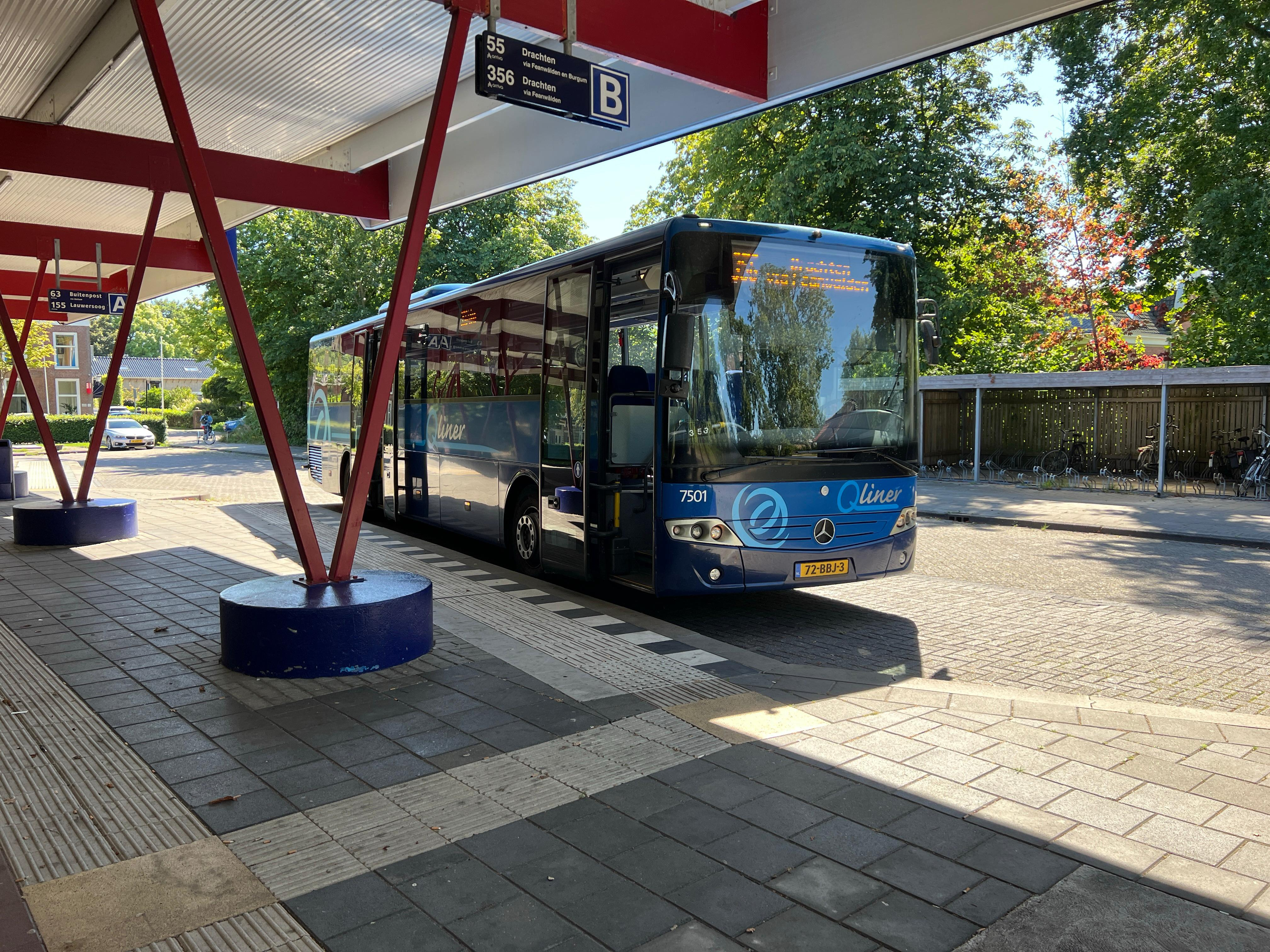
Qliner 356 op het busstation